# Nobuyoshi Araki
Nobuyoshi Araki (japonês: 荒木 経惟, Araki Nobuyoshi; Tóquio, 25 de maio de 1940)   é um fotógrafo e artista contemporâneo japonês conhecido profissionalmente pelo monônimo Arākī (アラーキー?). Conhecido principalmente pela fotografia que mistura erotismo e bondage em um contexto de belas artes, ele já publicou mais de 500 livros.

## Infância e educação
Araki nasceu em Tóquio em 25 de maio de 1940. Estudou cinema e fotografia na Universidade de Chiba a partir de 1959, recebendo um diploma em 1963. Trabalhou na agência de publicidade Dentsu, onde, em 1968, conheceu sua futura esposa, a ensaísta Yōko Aoki.

## Carreira artística
Araki é um dos artistas japoneses mais prolíficos. Muitas de suas fotografias são eróticas, transitando a linha entre arte e pornografia. Entre seus livros de fotografia estão Sentimental Journey (1971) e Tokyo Lucky Hole (1990). Sentimental Journey "1972–1992" é um diário da vida com sua esposa Yōko, que morreu de câncer de ovário em 1990. A primeira parte de Sentimental Journey mostra o casal embarcando na vida de casados – sua lua de mel e relações sexuais. Fotos tiradas durante os últimos dias de Yoko foram publicadas em Winter Journey.
Martin Parr e Gerry Badger incluem quatro dos livros de Araki no primeiro volume de sua história dos fotolivros: Zerokkusu Shashincho 24 (Álbum de fotos xerox), Senchmentaru na Tabi (Jornada Sentimental), Tokyo Lucky Hole e Shokuji (The Banquet).
Araki contribuiu com fotografia para a série de anime da Sunrise Brain Powerd.
Em 1981, Araki dirigiu High School Girl Fake Diary (女高生偽日記, Jokōsei nise nikki), um filme roman porno, para o estúdio Nikkatsu. O filme foi uma decepção para os fãs de Araki e para os fãs do gênero de filme rosa.
A artista musical islandesa Björk é admiradora do trabalho de Araki, e serviu como uma de suas modelos. A pedido dela, ele fotografou a capa e as páginas internas da capa de seu álbum de remixes de 1997, Telegram. Mais recentemente, ele fotografou a cantora pop Lady Gaga.
Em 2005, um diretor americano, Travis Klose, gravou um documentário sobre Araki chamado Arakimentari, que discute o estilo de vida e o trabalho do artista.
Araki foi diagnosticado com câncer de próstata em 2008; ele passou por uma cirurgia bem sucedida para remover o tumor.
Em outubro de 2013, Araki perdeu a visão do olho direito devido a uma obstrução da artéria retiniana. O artista de 74 anos usou a experiência como inspiração para expor Love on the left eye, realizada em 21 de junho de 2014 na Galeria Taka Ishii, em Tóquio.
Encomendado pela marca de luxo italiana Bottega Veneta, Araki fotografou Saskia de Brauw e Sung Jin Park em Tóquio para a campanha primavera/verão 2015 da marca.

## Controvérsia
Araki é conhecido por seu acesso íntimo a modelos. Quando perguntado sobre isso em 2011, ele se gabou de ter obtido acesso através de sexo.
Em abril de 2018, Kaori, modelo que posou para Araki de 2001 a 2016, escreveu um post no blog sobre seu relacionamento com Araki no qual o acusava de exploração financeira e artística. Kaori afirmou que "ela trabalhava sem contrato, era forçada a participar de filmagens explícitas na frente de estranhos, não era paga regularmente e que suas imagens nuas eram frequentemente usadas sem seu consentimento". Em 2017, quando ela pediu que ele parasse de republicar ou exibir algumas fotos dela, Araki escreveu para Kaori, alertando que ela não tinha direitos. Ela afirma que a experiência levou a trauma psicológico e problemas de saúde. Kaori afirmou que o movimento Me Too a encorajou a falar. As acusações levantaram questões sobre a dinâmica de poder entre um fotógrafo e seu retratado. A fim de aumentar a conscientização sobre as alegações de Kaori, o grupo ativista Angry Asian Girls Association protestou contra a abertura de uma exposição de fotografias de Araki no C/O Berlin em dezembro de 2018.

## Prêmios
- 1964: Prêmio Taiyō de reportagem fotográfica, Japão.[1]
- 1964: Prêmio Sun, Japão.[20]
- 1990: Prêmio Shashin-no-kai da Sociedade Fotográfica do Japão[21]
- 1991: 7º Prêmio Higashikawa.[22]
- 1994: Grande Prêmio do Fórum Inter-Design do Japão.[23]
- 2008: Condecoração Austríaca de Ciência e Arte.[24]

## Publicações de Araki (selecionadas)
- Zerokkusu Shashincho 1–25 = Xeroxed Photo Album 1–25. A series of books self-produced using a photocopier, published from 1970 onwards, each in an edition of 70 copies.[1]
- Senchimentaru na Tabi. = Sentimental Journey.[1]
  - Senchimentaru na Tabi. Tokyo: self-published, 1971. Title and text in Japanese. 100 black and white photographs.
  - Sentimental Journy. Tokyo: Kawade Shobo Shinsha, 2016. ISBN 978-4-309-27700-4. Facsimile edition. With an introduction in Japanese and English by Araki. Housed in a slipcase with a postcard.
- Tokyo Lucky Hole.
  - Tokyo Lucky Hole 1983–1985 Shinjuku Kabuki-cho district. Tokyo: Ohta Shuppan, 1990. 272 pages.
  - Tokyo Lucky Hole. Cologne: Taschen. With texts by Akira Suei and Akihito Yasumi translated into English, French and German. 704 pages. 1997, ISBN 9783822881897; 2005, ISBN 9783822846810; 2015, ISBN 9783836556385.
- Shokuji = The Banquet. Tokyo: Magazine House, 1993. 32 black and white and 28 colour photographs. With a text by Araki.
- Self, Life, Death. New York: Phaidon, 2005. Edited by Akiko Miki. ISBN 9780714845555.
- Photography for the Afterlife. Tokyo: Heibonsha, 2014. ISBN 978-4582278118. With an essay by Mario Perniola, "Araki's Hell".
- Tokyo. Munich: Pinakothek der Moderne; Only Photography, 2017. 28 diptychs. With essays. Edition of 300 copies.
- Araki by Araki (em inglês, francês, e alemão). Cologne: Taschen. 2014. ISBN 978-3836551120. OCLC 917170400 A 560-page retrospective survey of Araki's body of work selected by the artist.

## Filmes

### Filmes por Araki
- High School Girl Fake Diary (女高生偽日記, Jokōsei nise nikki)  (1981)
- Ai no Shinsekai (愛の新世界, Ai no Shinsekai)  (1994)
- Flor Rondo 3 (2002) – curta documental
- Flower Rondo 4: Kakyoku (2003) – curta documental
- Pintura de flores no céu sobre a varanda (2004) - documentário
- Fuyuharu (2004) - curta documental

### Filmes sobre Araki
- Um DVD ao vivo Araki no exterior 1997 - 2000 (2002) - documentário
- Arakimentari (2004) – documentário dirigido por Travis Klose

### Filmes baseados na vida de Araki
- Tokyo Biyori (1997) - um drama biográfico baseado na vida de Yoko Araki, a esposa de Nobuyoshi Araki. Escrito por Nobuyoshi Araki e Ryo Iwamatsu, e dirigido por Naoto Takenaka. O casal Araki foi interpretado por Naoto Takenaka e Miho Nakayama. Araki faz uma participação especial como condutor de trem.[25]

## Exposições
- 2005: Araki, Anton Kern Gallery, New York City.
- 2006: Implosion (Ten Year Anniversary), Anton Kern Gallery, New York City.[26]
- 2008: Friends and Family, Anton Kern Gallery, New York City.[26]
- 2009: Araki, Anton Kern Gallery, New York City.[26]
- 2010: Exposed: Voyeurism, Surveillance, and the Camera Since 1870, San Francisco Museum of Modern Art, San Francisco[27]
- 2015: The Pistils Waltz, Gallery 51, Antwerp.[28]
- 2018: The Incomplete Araki, Museum of Sex, New York City
- 2018: Nobuyoshi Araki: KATA-ME, Rat Hole Gallery[29]
- 2018: Nobuyoshi Araki: Monstrous Paradise, RuArts Gallery, Moscow

## Coleções
O trabalho de Araki é exibido nas seguintes coleções públicas permanentes:
- Museu de Israel, Jerusalém
- Tate, Londres[30]
- Museu de Arte Moderna de São Francisco, São Francisco, CA[31]
- Museu de Arte Contemporânea, Chicago[32]
- Instituto de Arte de Chicago[33]
- Museu Nacional de Ciência e Mídia, Bradford, Reino Unido[34]
- Museu Stedelijk, Amsterdã[35]
- Museum für Moderne Kunst, Frankfurt[36]
- Coleção Goetz, Munique, Alemanha[37]